# Élections législatives de 2020 dans le Vermont
Les élections législatives de 2020 dans le Vermont ont lieu le 3 novembre 2020 afin d'élire les 150 membres de la Chambre des représentants de l'État américain du Vermont.

## Système électoral
La Chambre des représentants du Vermont est la chambre basse de son parlement bicaméral. Elle est composée de 150 sièges pourvus pour deux ans au scrutin majoritaire à un tour dans des circonscriptions de un ou deux sièges. Le scrutin uninominal majoritaire à un tour est utilisé dans les circonscriptions d'un seul siège, et le scrutin binominal majoritaire à un tour dans celles de deux sièges chacune. Dans ces dernières, les électeurs disposent de deux voix qu'ils répartissent aux candidats de leur choix, à raison d'une voix par candidat. Après décompte des suffrages, les deux candidats ayant reçu le plus de voix sont élus.

## Résultats
Une partie des électeurs disposant de plusieurs voix, le total de ces dernières est largement supérieur au nombre de votants. La comparaison entre les différents partis en termes de suffrages est également rendue peu significative.
| Partis                   | Partis                 | Voix | %   | +/- | Sièges | +/-           |
| ------------------------ | ---------------------- | ---- | --- | --- | ------ | ------------- |
|                          | Parti républicain (R)  |      |     |     |        |               |
|                          | Parti démocrate (D)    |      |     |     |        |               |
|                          | Parti libertarien (L)  |      |     |     |        |               |
|                          | Parti progressiste (P) |      |     |     |        |               |
|                          | Autres partis          |      |     |     |        |               |
|                          | Indépendants           |      |     |     |        |               |
|                          |                        |      |     |     |        |               |
| Votes valides            |                        |      |     |     |        |               |
| Votes blancs et nuls     |                        |      |     |     |        |               |
| Total                    | Total                  |      | 100 | -   | 150    | en stagnation |
| Abstentions              |                        |      |     |     |        |               |
| Inscrits / participation |                        |      |     |     |        |               |